# 北勢湳
北勢湳，是臺灣南投縣草屯鎮的一個傳統地域名稱，位於該鎮中部北側。相較於今日行政區，其範圍大致包括北勢里、中原里。

## 歷史
台灣清治末期至日治初期，北勢湳地區為一街庄，稱為「北勢湳庄」，隸屬於北投堡。該庄北及東北隔烏溪與萬斗六庄為界，東邊一小段隔烏溪與雙冬庄為界，東南邊及南邊為南埔庄，西南邊為匏仔藔庄，西邊為牛屎崎庄。
1901年（日治明治三十四年）11月，全台廢縣廳改設二十廳，該庄隸屬於南投廳。1903年（明治三十六年）6月，該庄編入「土城區」，隸屬於南投廳。1909年（明治四十二年）10月，合併二十廳為十二廳，土城區仍隸屬於南投廳。1920年（大正九年），全台地方制度大改正，廢十二廳改設五州二廳，該庄改制為「北勢湳」大字，隸屬於臺中州南投郡草屯庄。1938年（昭和十三年），草屯庄升格為草屯街。
戰後草屯街改制為草屯鎮，隸屬於臺中縣，大字亦改制為里。1950年10月，中、彰、投分治，草屯鎮改隸屬南投縣。

## 聚落
本地區發展較早的聚落有北勢湳、下崁仔、頂崁仔、坪仔腳、屯園、佳柔崎等，在日治期初期的官方地圖上已有記載。此外，本地區尚有半路井仔、新厝仔、雞柔崎頭、北勢湳溪底、三角城、茄苳腳、圳頭等聚落。

## 交通
國道6號又稱「水沙連高速公路」，是霧峰至埔里的橫貫高速公路，大致以西北—東南走向轉西向東再轉西北—東南走向蜿蜒經過北勢湳地區北部的烏溪沿岸地帶。境內西北部設有東草屯交流道，與省道台14線以連絡道在南埔聚落相連接。由此向西北可前往丁臺南部並止於國道3號霧峰系統交流道，向東南可前往國姓、埔里並止於省道台14線路口。
省道台14線（中正路）是彰化至南投廬山的幹道，大致以西南西—東北東走向轉西微北—東微南走向再轉西北—東南走向經過本地區南部邊界外不遠處。由該道路向西南西轉西北西可前往草屯市區、芬園、彰化中庄子並止於省道台1線路口，向東南繞大彎轉東北蜿蜒而行可前往國姓、埔里、仁愛（霧社）、廬山等地。
鄉道投5線（永安路）是北勢湳至田中央的道路，其北側端點位於本地區中部偏西的鄉道投8線路口。由此向南經鄉道投10線路口後，轉南南東出境可前往南埔西北部的田中央聚落並止於省道台14線路口。該鄉道是國道6號東草屯交流道連絡道的一部分。
鄉道投8線（玉屏路）是玉峰至土城的道路，大致以西南微南—東北微北走向到達本地區西部邊界後，沿邊界蜿蜒而行並進入北勢湳聚落，其後轉回東北微北方向入境，至聚落東北角轉東南微北出聚落，經鄉道投5線起點路口後續直行，經鄉道投10線終點路口後出境。由該道路向西南微南可前往牛屎崎南部、匏子寮西北部並止於省道台14線路口，向東南微北可前往南埔東部偏北的土城聚落並止於省道台14線另一路口。
鄉道投10線（中和路）是雙叉港至路井仔的道路，其東側端點位於本地區東南部半路井仔聚落東郊的鄉道投8線路口。由此向西南西蜿蜒而行，經鄉道投5線路口及頂崁仔聚落後轉西北西，經一段邊界線後出境，可前往牛屎崎東南部的雙叉港聚落北郊並止於鄉道投8線另一路口。

## 學校
- 中原小學